# Comuna Palîkorovî, Brodî
Palîkorovî (în ucraineană Паликорови) este o comună în raionul Brodî, regiunea Liov, Ucraina, formată din satele Iasnîșce, Kutîșce și Palîkorovî (reședința).

## Demografie
Componența lingvistică a comunei Palîkorovî
     Ucraineană (99,66%)
     Alte limbi (0,34%)
Conform recensământului din 2001, majoritatea populației comunei Palîkorovî era vorbitoare de ucraineană (99,66%), existând în minoritate și vorbitori de alte limbi.